# Миляво
Миляво — село в Україні, у Львівському районі Львівської області. Населення становить 96 осіб. Орган місцевого самоврядування - Добросинсько-Магерівська сільська рада.

## Історія
До середини XIX ст. Миляво було одним з присілків села Кам'янки-Волоської.

## Назва
Виконавчий комітет Львівської обласної ради народних депутатів рішенням від 18 грудня 1990 року вніс в адміністративно-територіальний устрій окремих районів такі зміни: у Нестерівський (Жовківський) район уточнив назви сіл: Мілява Бишківської сільської ради на село Миляво, Пиратин Бишківської сільської ради на село Пирятин.